# 法斗青冈
法斗青冈（学名：Cyclobalanopsis camusiae）为壳斗科青冈属下的一个种。